# Lögdeå
Lögdeå is een plaats in de gemeente Nordmaling in het landschap Ångermanland en de provincie Västerbottens län in Zweden. De plaats heeft 414 inwoners (2005) en een oppervlakte van 116 hectare.